# بوكيمون لينك: باتل!
بوكيمون لينك: باتل! (بالإنجليزية: Pokémon Link: Battle!)‏، ويسمى في العنوان الياباني بوكيمون باتل تروزي (Pokémon Battle Trozei)، هي لعبة فيديو من نوع ألغاز، صدرت في الأسواق سنة 2014، حيث تعمل لمنصة نينتندو 3دي إس المحمولة.

## المواقع الخارجية
- Official website
- Official page on Nintendo Europe's website